# 唐荆川宅
唐荆川宅，位于江苏省常州市天宁区青果巷，原有筠星堂、贞和堂、易书堂、四并堂、八桂堂、复始堂、松健堂、礼和堂，合称“唐氏八宅”，始建于明弘治、正德年间。现存贞和堂、筠星堂、八桂堂、礼和堂、松健堂，于1982年3月25日以“唐荆川宅”的名称公布为第三批江苏省文物保护单位。2019年10月7日，贞和堂、礼和堂以“常州唐氏民宅”的名称公布为第八批全国重点文物保护单位。贞和堂已辟为唐荆川纪念馆。